# George Pataki
George Elmer Pataki (24 de junho de 1945) é um político americano. Foi o 53º governador de Nova Iorque. Em 2015 lançou sua candidatura a nomeação pelo Partido Republicano para as eleição presidencial nos Estados Unidos em 2016. Em dezembro de 2015, contudo, suspendeu sua campanha.